# Mangakuri (fleuve)
Le fleuve Mangakuri (en anglais : Mangakuri River) est un cours d’eau de la région de Hawke's Bay situé dans l’île du Nord de la Nouvelle-Zélande. 

## Géographie
Il s’écoule vers le nord, parallèlement à la côte de l’océan Pacifique, avant de virer au nord-est pour atteindre l'océan au niveau de ‘Kairakau Beach‘, à 35 km au sud de cap Kidnappers.